# Ring (azienda)
Ring è un'azienda produttrice di dispositivi sicurezza domestica e domotica di proprietà di Amazon. Produce una linea di prodotti composta da campanelli intelligenti Ring, telecamere di sicurezza per la casa e sistemi di allarme. Gestisce anche Neighbors, un social network che consente agli utenti di discutere di problemi di sicurezza nel proprio vicinato e di condividere filmati scattati con i prodotti Ring. Tramite Neighbors, Ring può anche fornire filmati e dati alle forze dell'ordine per rendere le indagini più semplici e veloci.

## Storia
L'azienda è stata fondata come startup nell'autunno del 2013 da Jamie Siminoff con il nome di Doorbot, finanziata tramite crowdfunding; nell'autunno del 2014 è stata rinominata Ring. Da questo punto l'azienda ha iniziato a ricevere investimenti azionari importanti. L'azienda è diventata proprietà di Amazon nel 2018, acquistata per circa 1 miliardo di dollari.
Le linee di prodotti Ring sono state sottoposte a verifica per questioni di privacy e oggetto di controversie. Il servizio Neighbors è stato criticato dai gruppi per la difesa dei diritti civili, in quanto ha creato una rete di sorveglianza privata, sostenuta dalle forze dell'ordine, fino all'interruzione dell'opzione "Richiesta di assistenza (RFA)" nel 2024. Ring ha poi accettato di pagare 5,8 milioni di dollari nel 2023 per risolvere una causa intentata dalla Federal Trade Commission per presunte violazioni della privacy. Sono state anche scoperte diverse vulnerabilità per quanto riguarda la sicurezza dei prodotti Ring.